# Funhouse (album)
Funhouse è il quinto album in studio dalla cantante pop Pink. L'album è stato pubblicato in Italia il 24 ottobre, in Australia il 25 ottobre e nel Nord America il 28 ottobre 2008.
I sette singoli estratti da Funhouse hanno ottenuto ottimi riscontri in tutto il mondo; in Italia sono stati pubblicati regolarmente solo i primi cinque, mentre I Don't Believe You ha avuto solo passaggi radiofonici. Il singolo di maggiore successo, non solo dell'album ma anche dell'intera carriera della cantante, è So What. L'album ad oggi ha venduto oltre 7 milioni di copie risultando uno dei dischi più venduti del 2008.

## Tracce
1. So What – 3:35 (Pink, Max Martin, Shellback)
2. Sober – 4:11 (Pink, Nathaniel Hills, Kara DioGuardi, Marcella Araica)
3. I Don't Believe You – 4:35 (Pink, Max Martin)
4. One Foot Wrong – 3:23 (Pink, Eg White)
5. Please Don't Leave Me – 3:51 (Pink, Max Martin)
6. Bad Influence – 3:35 (Pink, Butch Walker, Billy Mann, MachoPsycho)
7. Funhouse – 3:25 (Pink, Tony Kanal, Jimmy Harry)
8. Crystal Ball – 3:26 (Pink, Billy Mann)
9. Mean – 4:17 (Pink, Butch Walker)
10. It's All Your Fault – 3:53 (Pink, Max Martin, Shellback)
11. Ave Mary A – 3:14 (Pink, Billy Mann, Peter Wallace)
12. Glitter in the Air – 3:47 (Pink, Billy Mann)

Tracce aggiunte nell'edizione iTunes Deluxe
1. This Is How It Goes Down – 3:17 (Pink, Butch Walker)
2. Could've Had Everything – 3:09 (Pink, Eg White)
3. Why Did I Ever Like You – 3:22 (Pink, Greg Wells)

Tracce aggiunte nelle edizioni inglese, irlandese e giapponese
1. This Is How It Goes Down – 3:17 (Pink, Butch Walker)
2. Boring – 3:15 (Pink, Max Martin, Shellback)

Tracce aggiunte nell'edizione tour
1. This Is How It Goes Down – 3:17 (Pink, Butch Walker)
2. Push you away – 3:02 (Pink, Butch Walker)

## Classifiche

### Classifiche settimanali
| Classifiche (2008-09) | Posizione massima |
| --------------------- | ----------------- |
| Australia             | 1                 |
| Austria               | 3                 |
| Belgio (Fiandre)      | 3                 |
| Belgio (Vallonia)     | 10                |
| Canada                | 3                 |
| Danimarca             | 4                 |
| Finlandia             | 5                 |
| Francia               | 4                 |
| Germania              | 2                 |
| Grecia                | 41                |
| Irlanda               | 2                 |
| Italia                | 20                |
| Messico               | 47                |
| Norvegia              | 18                |
| Nuova Zelanda         | 1                 |
| Paesi Bassi           | 1                 |
| Regno Unito           | 1                 |
| Spagna                | 43                |
| Stati Uniti           | 2                 |
| Svezia                | 3                 |
| Svizzera              | 1                 |

### Classifiche di fine anno
| Classifica (2008) | Posizione |
| ----------------- | --------- |
| Australia         | 2         |
| Austria           | 28        |
| Belgio (Fiandre)  | 70        |
| Francia           | 55        |
| Germania          | 32        |
| Nuova Zelanda     | 8         |
| Paesi Bassi       | 45        |
| Regno Unito       | 9         |
| Stati Uniti       | 130       |
| Svezia            | 57        |
| Svizzera          | 11        |
| Classifica (2009) | Posizione |
| Australia         | 2         |
| Austria           | 4         |
| Canada            | 17        |
| Germania          | 6         |
| Paesi Bassi       | 25        |
| Regno Unito       | 23        |
| Stati Uniti       | 16        |
| Svezia            | 58        |
| Svizzera          | 3         |
| Classifica (2010) | Posizione |
| Australia         | 34        |
| Germania          | 23        |
| Stati Uniti       | 64        |

### Classifiche di fine decennio
| Classifica (2000-09) | Posizione |
| -------------------- | --------- |
| Australia            | 2         |
| Austria              | 22        |

### Classifiche di tutti i tempi
| Classifica (1973-2022) | Posizione |
| ---------------------- | --------- |
| Austria                | 71        |
| Svizzera               | 38        |

## Date di pubblicazione
| Nazione o area geografica | Data di uscita  | Casa discografica |
| ------------------------- | --------------- | ----------------- |
| Europa continentale       | 24 ottobre 2008 | Sony BMG          |
| Australia                 | 25 ottobre 2008 | LaFace            |
| Nuova Zelanda             | 25 ottobre 2008 | LaFace            |
| Irlanda                   | 27 ottobre 2008 | RCA               |
| Regno Unito               | 27 ottobre 2008 | RCA               |
| Resto del mondo           | 28 ottobre 2008 | LaFace            |
| USA                       | 28 ottobre 2008 | LaFace/Zomba      |